# Victoria (Laguna)
Victoria ist eine philippinische Stadtgemeinde in der Provinz Laguna. Sie hat 39.321 Einwohner (Zensus 2015).

## Geografie
Victoria liegt am südöstlichen Ufer des Laguna de Bay, 90 km südlich von Manila und grenzt an die Stadtgemeinden Calauan und Nagcarlan im Südosten und an Pila im Nordwesten. Die Stadtgemeinde hat eine Landfläche von 22,83 km².
Victoria war bis zum 15. November 1949 ein Ortsteil von Pila, als Victoria zusammen mit acht weiteren Ortsteilen von Pila losgelöst wurden eine selbstständige Gemeinde bildeten. Der Name Victoria stammt vom Namen der Tochter des Präsidenten Elpidio Quirino.

## Baranggays
Victoria ist politisch unterteilt in neun Baranggays. Davon sind zwei städtisch, die anderen sind ländlich.
| - Banca-banca - Daniw - Masapang | - Nanhaya - Pagalangan - San Benito | - San Felix - San Francisco - San Roque |